# Lata (Samoa américaines)
Pour les articles homonymes, voir Lata.
Lata est une montagne des Samoa américaines, le point culminant du territoire. Elle se situe à une altitude de 966 mètres sur l'île volcanique de Ta'u.